# Купчастість стрільби
Купчастість стрільби — властивість зброї скупчувати точки влучення (розривів) снарядів (ракет, куль тощо) на деякій обмеженій площі. Один із основних показників якості стрільби зі зброї.
Визначення купчастості може тлумачитися по різному, залежно від області використання і способу застосування. Цей термін поширений в теорії стрільби зі стрілецької зброї, в авіації, артилерії і для метальної зброї. Також використовується для опису властивостей боєприпасів та стволів.

## Різниця визначень
У теорії стрільби зі стрілецької зброї купчастість стрільби — це здатність зброї вражати цілі при одиничній та автоматичній стрільбі; головним мірилом тут є не влучність зброї, а сукупна відстань між кожним наступним влучанням у мішень. Чим вона нижче, тим відповідно вище купчастість стрільби. Варто врахувати, що ця оцінка особливо придатна для станкової зброї, але водночас не повністю достовірна під час ведення вогню окремим стрільцем, наприклад з рук, тож через це може оцінюватися тільки середньостатистично. З метою усунення людського чинника використовують стрільбу зі станка — масивного утримувача, що не дозволяє зброї переміщатися під час пострілу.
В авіації і артилерії купчастість стрільби — визначення загалом схоже до того, що застосовано до стрілецької зброї, але у цьому разі також враховуються властивості боєприпасу.
У метальної зброї купчастість стрільби — здатність метальної зброї збирати (в одному місці) точки влучень у разі стрільби на однакових налаштуваннях прицілу.
Стосовно властивості боєприпасу, купчастість стрільби — здатність вражати виділену ділянку полігону одним або кількома боєприпасами із наявністю різних способів ураження: осколків, шрапнелі, касетних бомб тощо. За такого способу, основним показником оцінки купчастості, є відстань розльоту снарядів та їхніх окремих частин щодо точки влучення і їхня рівновіддаленість від неї, а також щільність покриття уражальними елементами периметра випробувань.

## Якість зброї
Купчастість стрільби — подвійний термін. З одного боку у припущенні, що зброя працює зразково, це показник якості роботи стрільця. Навіть зі збитим прицілом хороший стрілець покаже відмінну купність. З іншого боку — це визначає якість самої зброї. Властивість зброї зосереджувати точки влучення куль, снарядів, ракет, тощо в одному місці під час стрільби на однакових установках прицілу — це купність. Чим більш щільно лежать точки влучання на мішені, тим вище купчастість стрільби.
Зброю, котра не забезпечує купність стрільби зі станка, зрештою неможливо пристріляти. Отже снайперську гвинтівку з доброю купністю бою, котра не влучає в 5 см коло з відстані 100 метрів, можна вивірити, натомість мисливська рушниця 12 калібру з круглою кулею за подібних умов, ніколи не буде впевнено вражати мішень.

## Вогнепальна зброя

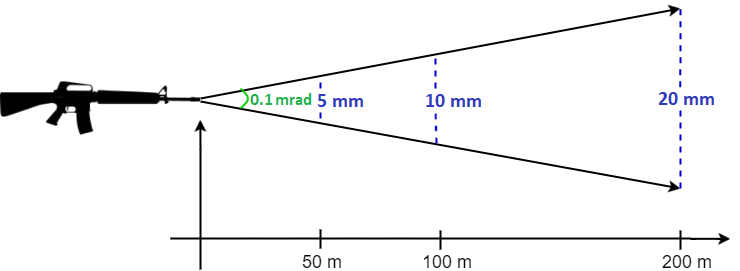
Діаграма, яка показує взаємозв'язок між відстанню, розміром скупчення на цілі (субтензією), та кутовим розміром купи.

Середня точка влучення (MPI) — розрахунковий центр скупчення, що є осередком всіх пострілів і не обов'язково перебуває в отворі (від удару кулі) мішені.
Спосіб механічного налаштування точки прицілювання прицілу відповідно до MPI, називається вивіренням або «пристрілюванням» зброї. Розмір купи влучень визначається як діаметр найменшого кола, котре може вмістити всі постріли, зазвичай вимірюється тільки від центральних точок кожного влучення (відомий як «міжцентровий розмір»).

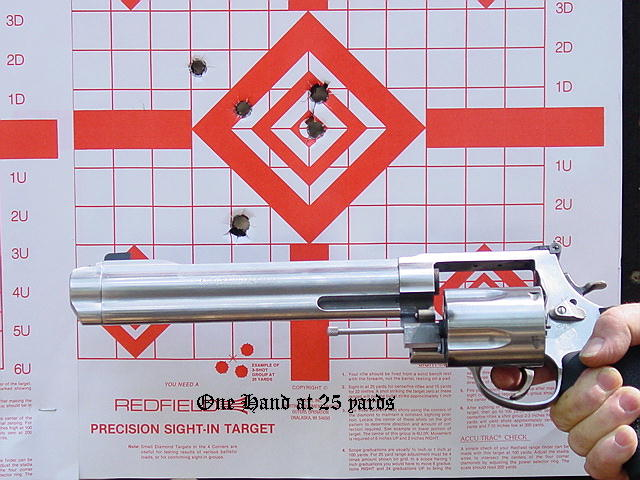
Купа зроблена із 5-зарядного револьвера

«Виліт», це постріл із тієї ж стрільби, який помітно далі від загальної купи, вважається винятком із групи. Такі постріли можуть бути наслідком відхилення траєкторії, спричиненого несподіваними змінами вітру (відомими як «зміщення вітру» або «пориви»), здригання м’язів стрільця в мить натискання на спусковий гачок, несправністю механізму вогнепальної 
зброї, поганим налаштуванням гармонік ствола або невідповідність боєприпасів (наприклад, вага кулі / дробини й їхня аеродинаміка, заряд та придатність пороху, початкова швидкість кулі). Нечасті одиничні «вильоти» можуть не братися до уваги для оцінки великих стрільб, але якщо випадкові «вильоти» трапляються часто, то проблема вважається серйозною і її слід простежити до джерела.
Під час стрільби по мішенях з пістолета, якщо купа постійно зміщена від центру, стрілець отримує вказівку змінити кут нахилу тіла або стійку, а не переміщувати руку, зап'ястя чи кисть, які повинні залишатися на місці.

### Метричні одиниці
У разі використання СІ або метричних одиниць влучність стрільби легше вимірювати в мілірадіанах (англ. milliradian — для стислості «mil» чи «mrad»), що є кутовими одиницями на основі дуги та відповідають 1/1000 радіану, і математично пряме відношення довжини дуги кола до його радіусу. Якщо уявити стрільця як центр двовимірного кола, а його лінії прицілювання — як промені що йдуть із цього центру, розмір купи від ударів куль, геометрично можна розглядати як дуже коротку довжину дуги, а відстань до цілі — як радіус.

### Імперські одиниці
У разі використання імперських одиниць, влучність стрільби легше вимірювати у кутових мінутах (символ «′», також позначає «кутові мінути» або для стислості від англ. minute of angle «МОА»), показник який є кутовою одиницею, що дорівнює 1/60 градуса. Таким чином, повне коло 360 градусів що оточує стрільця, завжди має 360 × 60 = 21 600 кутових мінут, а півколо завжди містить 10 800 кутових мінут.
Якщо відбувається стрільба по мішені з віддалі 100 ярдів — купа в 1 MOA, являє собою коло діаметром приблизно 1,047 дюйма (≈2,6 см), тобто майже розміром з доларову монету. Наближено це можна округлити лише до 1 дюйма, а помилка округлення для припущення що 1 MOA дорівнює «1 дюйм на 100 ярдів», становить близько 4,5% і це вважається прийнятним для більшості застосувань зброї.

### Взірцеві показники
Мисливська рушниця для великої дичини вважається влучною, якщо купа її пострілів не перевищує 1,5 МОА (≈ 0,5 mil), тоді як очікується, що рушниця призначена для дрібних тварин, матиме влучність 1 МОА або менше — до 0,3 mil. Пістолети, здебільшого, менш точні; за стрільби з відстані 25 ярдів (≈23 метри) купчастість вважається прийнятною для самооборони, якщо постріли потрапляють у коло 4-5 дюймів, що становить 15-19 MOA (відповідає 100-150 мм на відстані 25 метрів, тобто складає 4-6 mil), представляючи схему пострілу, потрібну для ураження життєво важливих органів цілі — людини. Дорогі та відповідно добре виконані пістолети, показують вищу точність ніж звичайні пістолети та здатні скупчувати удари куль до 1,25 дюйма з 25 ярдів, що становить приблизно 5 MOA (відповідає майже 30 мм на 25 метрах, тобто складає 1,2 mil).

## Стрільба з лука
Зі зростанням майстерності людей у стрільбі з лука, купчастість на  мішені насамперед, є показником майстерності лучника. Якщо лучник не отримує послідовних скупчень, то над його загальною вправністю треба попрацювати. Якщо стріли лучника скупчуються на мішені, але не по центру — це свідчить про відповідну влучність стрільця, а кращих результатів можна досягти після невеликих уточнень.
Що стосується спорядження, стабілізатори лука використовувалися ще з 1960-х років учасниками турнірів і мисливцями з лука, щоби протидіяти моменту сили під час стрільби. Щільніше скупчення ударів стріл, може бути досягнуто за допомогою такого стабілізатора який додає масу, котра простягається назовні плечем моменту, що зазвичай встановлюється перпендикулярно руків'ю лука, згідно траєкторії польоту стріли.